# Pneuma (estoico)
En la filosofía estoica, pneuma es el concepto del «aliento de vida», una mezcla de los  elementos aire (en movimiento) y fuego (como calor). Originario de los escritores médicos griegos que sitúan la vitalidad humana en la respiración, para los estoicos pneuma es el principio activo y generador que organiza tanto al individuo como al cosmos. En su forma más elevada, el pneuma constituye el alma humana (psychê), que es un fragmento del pneuma que es el alma de Dios. Como fuerza que estructura materia, existe incluso en objetos inanimados.

## Niveles de pneuma
En el universo estoico, todo está constituido por materia y pneuma. Hay tres grados o clases de pneuma, según su proporción de fuego y aire.
- El pneuma de estado o tensión (tonos). Este pneuma unificador y modelador proporciona estabilidad o cohesión (hexis) a las cosas; es una fuerza que existe incluso en objetos como una piedra, un tronco o una taza. El filósofo cristiano del siglo IV Nemesius atribuye el poder de pneuma en el pensamiento estoico a su «movimiento de tracción» ( onicê kinêsis); es decir, el pneuma se mueve hacia afuera, produciendo  cantidad y  calidad, y al mismo tiempo hacia adentro, proporcionando unidad y sustancia. Un individuo se define por el equilibrio de su pneuma interno, que lo mantiene unido y también lo separa del mundo que lo rodea.[4]
- El pneuma como fuerza vital. El pneuma vegetativo permite el crecimiento (physis) y distingue una cosa como viva.
- El pneuma como alma. El pneuma, en su forma más enrarecida y ardiente, sirve como el alma animal (psychê); impregna el organismo, gobierna sus movimientos y lo dota de poderes de percepción y reproducción.[5] Este concepto de pneuma está relacionado con la teoría de Aristóteles de que el pneuma en el esperma transmite la capacidad de locomoción y de ciertas percepciones sensoriales a la descendencia.[6]

También se puede distinguir un cuarto grado de neumología. Esta es el alma racional (logica psychê) del ser humano maduro, que otorga el poder de juicio.

## Neuma y cosmología
En la cosmología estoica, todo lo que existe depende de dos primeros principios que no pueden ser creados ni destruidos: la materia, que es pasiva e inerte, y el  logos, o razón divina, que es activa y organizativa. El estoico Crisipo del siglo III a. C. consideraba al pneuma como el vehículo del «logos» en la estructuración de la materia, tanto en los animales como en el mundo físico. Pneuma en su forma más pura puede, por tanto, ser difícil de distinguir del «logos» o del «fuego constructivo» («pur technikon»), Que impulsa la generación y destrucción cíclica del cosmos estoico. Cuando un ciclo llega a su fin en la conflagración (ekpyrosis), el cosmos se convierte en puro pneuma a partir del cual se regenera.
Los estoicos concibieron el cosmos como una entidad completa y única, un ser vivo con alma propia. Un continuo esférico de materia que se mantiene unido por el poder ordenado de Zeus a través de la causalidad del pneuma que lo impregna. Este pneuma divino, que es el alma del cosmos, suministra el pneuma en sus diversos grados para todo en el mundo.

## Impacto en el cristianismo
En su Introducción al libro de 1964, Meditaciones, el sacerdote anglicano Maxwell Staniforth discutió el profundo impacto del Estoicismo en el Cristianismo. En particular:

Otro concepto estoico que inspiró a la Iglesia fue el de "Espíritu divino". Cleantes, deseando dar un significado más explícito a  Zeno 'fuego creativo', había sido el primero en dar con el término  pneuma , o 'espíritu', para describirlo . Como el fuego, este "espíritu" inteligente se imaginaba como una sustancia tenue similar a una corriente de aire o aliento, pero que esencialmente poseía la cualidad del calor; era inmanente en el universo como Dios y en el hombre como alma y principio vivificante. Claramente, no hay un gran paso de esto al 'Espíritu Santo' de la teología cristiana, el 'Señor y Dador de vida', manifestado visiblemente como lenguas de fuego en Pentecostés y desde entonces asociado, tanto en la mente cristiana como en la estoica, con las ideas de fuego vital y calor benéfico.